# Nazionale B di sci alpino
La nazionale B di sci alpino è una rappresentativa di una nazionale in competizioni di livello minore rispetto a quelle della nazionale A.
Le varie nazionali B esistevano già fin dall'origine delle Federazioni, ma hanno assunto una notevole rilevanza a partire dal 1971, con la nascita della Coppa Europa, considerata l'anticamera della Coppa del mondo di sci alpino.